# Tribunal Judicial de Lagos
O Tribunal Judicial de Lagos, igualmente conhecido como Palácio da Justiça de Lagos, é um edifício na cidade de Lagos, no Distrito de Faro, em Portugal. Foi inaugurado em 1969.

## Descrição
O edifício está situado na cidade de Lagos, nas proximidades dos Antigos Paços do Concelho, tendo acesso pela Avenida dos Descobrimentos.
O tribunal apresenta um estilo integrado no Português Suave, sendo um dos exemplos mais tardios daquela corrente arquitectónica em Lagos, e da arquitectura judicial durante o período do Estado Novo. Foi edificado segundo as soluções construtivas mais avançadas da época, com uma estrutura em betão armado e uma cobertura formada por uma laje também em betão. Destaca-se igualmente a presença das alvenarias em pedra e tijolo, criando várias formas e acabamentos inspiradas pela arquitectura tradicional, prática normalmente conhecida como Estilo Português Suave. Outro elemento de interesse é um painel de mármore em baixo-relevo relativo ao tema da justiça, feito por Eduardo Sérgio. Estruturalmente, adota as soluções construtivas de vanguarda da época, com estrutura em betão armado e cobertura em laje de betão, plana, a qual se desenvolve em dois níveis. As alvenarias num misto de pedra e tijolo recebem uma vasta palete de formas e acabamentos, evidenciando um estilo muito característico de corrente tradicionalista, do período de Estado Novo, designado por “Estilo Português Suave”.

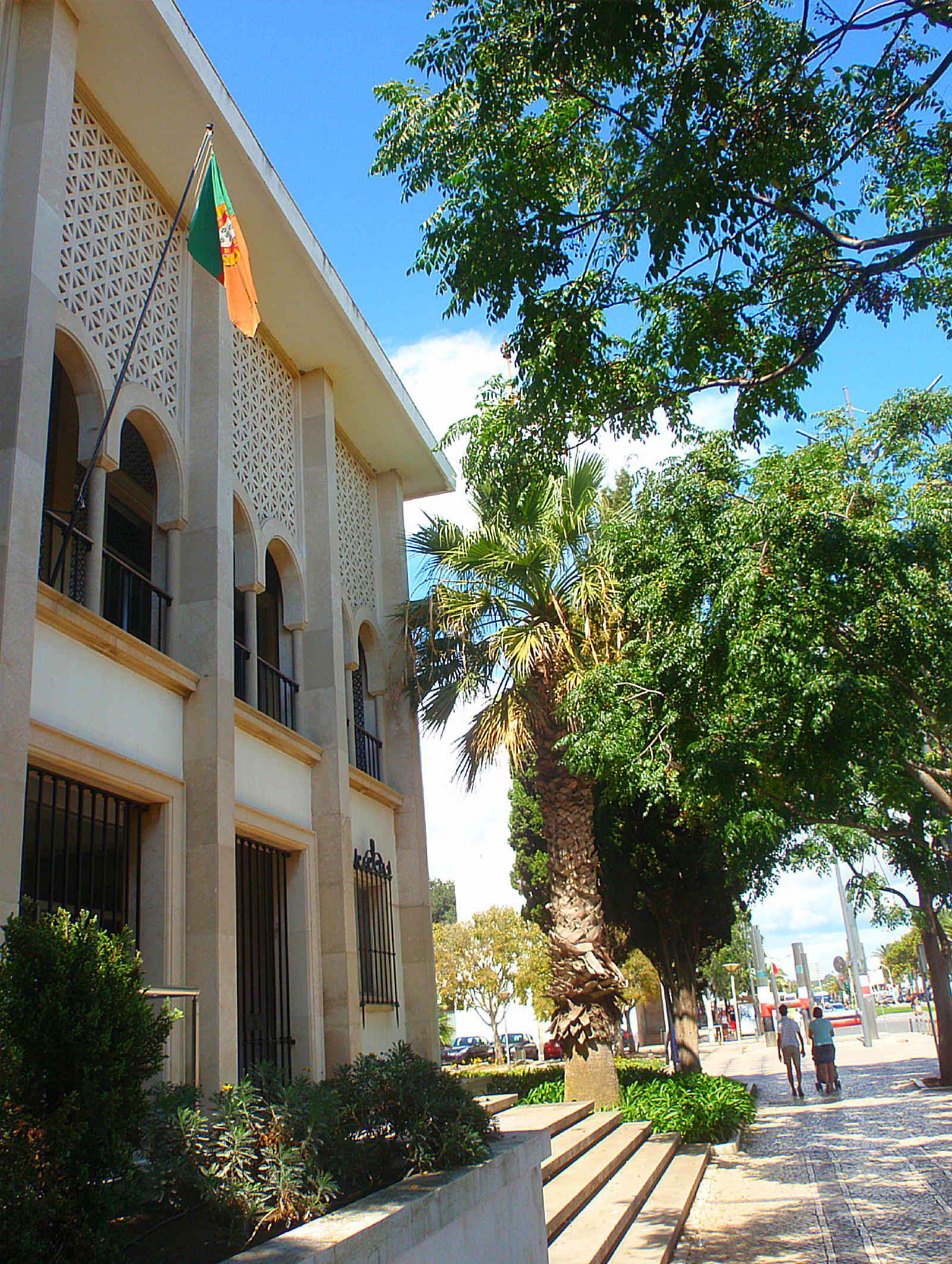
Fachada do Tribunal, em 2014.

## História
Ao longo dos séculos XIX e XX, os serviços judiciais em Lagos estiveram situados em vários locais, incluindo no Convento de Nossa Senhora do Carmo e depois nos Antigos Paços do Concelho, só se tendo iniciado o planeamento para a construção de um edifício próprio na década de 1960. Em 1963, foi concluído o anteprojecto para o tribunal, pelo arquitecto Luís Amoroso Lopes, e em 12 de Setembro desse ano foi emitido o parecer nº 3242, do Conselho Superior de Obras Públicas, relatado pelo engenheiro Fernando Guerreiro de Sousa. O edifício foi construído em 1968, ano em que também foram passados os serviços do Tribunal Judicial, embora a inauguração oficial só se tenha realizado em 10 de Maio de 1969, numa cerimónia que contou com a presença do chefe de estado, Américo Tomás.
Em 2022, foram feitas obras de reparação na cobertura do edifício, por parte da empresa Riportico. Em finais de 2024, a delegação de Lagos do Partido Social Democrata alertou para as condições de degradação em que se encontrava o património histórico de Lagos, incluindo o Tribunal.